# سلطان أحمد (سياسي)
سلطان أحمد (بالبنغالية: সুলতান আহমেদ)‏ هو سياسي هندي، ولد في 6 يونيو 1953 في كلكتا في الهند، وتوفي في سبتمبر 2017 بسبب توقف القلب. حزبياً، نشط في مؤتمر ترينامول لعموم الهند ‏. وقد انتخب List of members of the 15th Lok Sabha ‏ عن دائرة Uluberia Lok Sabha constituency ‏ وقد انضم خلال فترته النيابية ‏ للكتلة البرلمانية مؤتمر ترينامول لعموم الهند ‏ وانتخب Member of the West Bengal Legislative Assembly ‏ وانتخب عضو لوك سابها السادسة عشر ‏ عن دائرة Uluberia Lok Sabha constituency ‏ وقد انضم خلال فترته النيابية ‏ ( – 4 سبتمبر 2017) للكتلة البرلمانية مؤتمر ترينامول لعموم الهند ‏.

## وصلات خارجية
- الموقع الرسمي